# Лебяжий лиман (Донецкая область)
Лебяжий лима́н — комплекс озёр, расположенный на территории Мангушского района (Донецкая область, Украина). Площадь — 0,82 км². Урочище включает водно-болотные угодья в приустьевой части реки Мокрая Белосарайка. Тип общей минерализации — солёное. Происхождение — лиманное. Группа гидрологического режима — бессточное.

## География
Длина — средняя около 4 км; ширина средняя — 0,17 км, наибольшая — 0,58 км. Водно-болотные угодья достигают длины 4,8 км и ширины 1 км. В летний период водоём частично или полностью пересыхает, наполняется весной.
Комплекс озёр образован в приустьевой части реки Мокрая Белосарайка. От Азовского моря полностью отделён пересыпью. Водно-болотные угодья занимают верховье (начало) Белосарайской косы. Образовываются в пересыпи временные протоки, сообщающие лиман с морем. Группа представлена цепью водоёмов неправильной удлинённой (дуга) формы, вытянутой с северо-запада на юго-восток, повторяя береговую линию бухты Таранья. Дугообразные озёрные котловины расширяются в юго-восточном направлении до каплеобразных форм, где и сообщаются между собой (со стороны села Белосарайская коса).
Берега пологие. Водное зеркало переходит в заболоченные участки с прибережено-водной растительностью.
По обе стороны на берегу Азовского моря расположены пгт Ялта и село Белосарайская Коса.
Питание: подземными и поверхностными водами.
Лебяжий лиман расположен в границах национального природного парка Меотида (участок «Белосарайская коса») и ландшафтного заказника Белосарайская коса.
Является местом гнездования водно-болотных птиц.